# Madame Monsieur
Madame Monsieur – francuski duet muzyczny, który od 2012 tworzą Émilie Satt i Jean-Karl Lucas.

## Historia zespołu

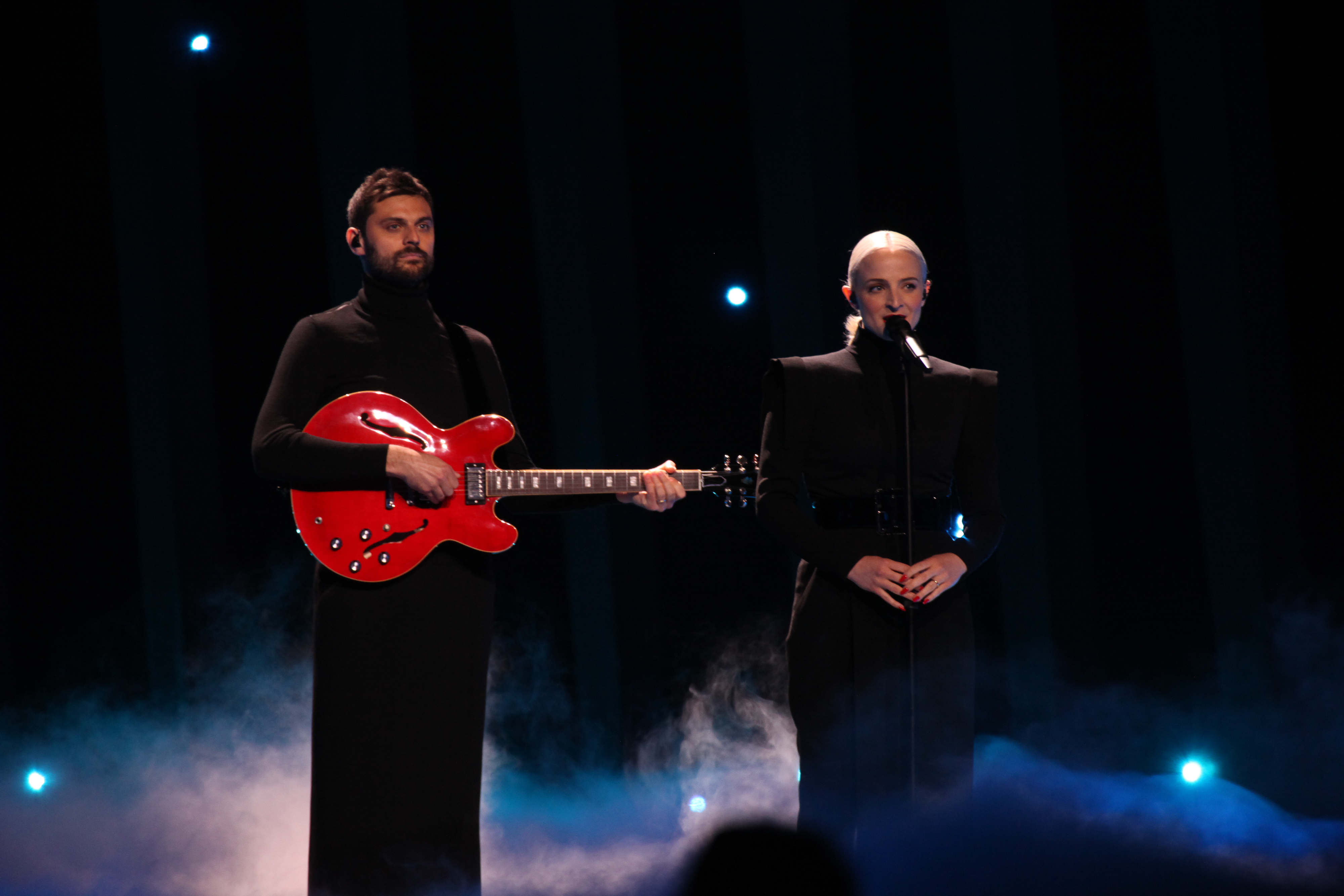
Madame Monsieur podczas 63. Konkursu Piosenki Eurowizji w 2018

W 2012 Émilie Satt i Jean-Karl Lucas rozpoczęli występy jako duet Madame Monsieur. W czerwcu 2013 wydali debiutancki minialbum, zatytułowany Malibu. W 2015 skomponowali utwór dla francuskiego rapera Youssoupha, który osiągnął duży sukces w kraju. Współpracowali też z artystami, takimi jak La Fouine, Kery James czy Ibrahim Maalouf. Również w 2015 pobrali się. 
4 listopada 2016 wydali pierwszy album studyjny pt. Tandem, na którym umieścili single: „Égérie”, „Morts ou vifs” oraz „Partir”. W 2018 z piosenką „Mercy” wzięli udział w eliminacjach eurowizyjnych Destination Eurovision; 20 stycznia pomyślnie przeszli przez półfinał selekcji i awansowali do finału rozgrywanego 27 stycznia, w którym zajęli pierwsze miejsce po zdobyciu największego poparcia widzów, dzięki czemu zostali okrzyknięci reprezentantami Francji w 63. Konkursie Piosenki Eurowizji w Lizbonie. 20 kwietnia wydali drugi album studyjny pt. Vu d’ici. 12 maja wystąpili w finale Eurowizji 2018 jako 13. w kolejności i zajęli 13. miejsce po zdobyciu 173 punktów, w tym 59 punktów od telewidzów (17. miejsce) i 114 pkt od jurorów (8. miejsce).

## Dyskografia

### Albumy studyjne
- Tandem EP (2016)
- Vu d’ici (2018)
- Tandem (2020)

### Minialbumy (EP)
- Malibu – EP (2013)